# Kościół św. Trójcy w Czernichowie
Kościół Trójcy Świętej w Czernichowie – gotycki, murowany kościół z XV w. znajdujący się w Czernichowie, w gminie Czernichów, w powiecie krakowskim.
Obiekt, wraz z ogrodzeniem i czterema kaplicami, został wpisany do rejestru zabytków nieruchomych województwa małopolskiego.

## Historia
Pierwsze wzmianki o kościele murowano-drewnianym pochodzą z połowy XIV wieku . Część oszkarpowanego, wielobocznie zamkniętego prezbiterium z 1440 roku ocalała po pożarze kościoła w czasie potopu szwedzkiego.

## Architektura
Kościół orientowany, trójnawowy, halowy, wielokrotnie powiększany i przebudowywany. Gotyckie prezbiterium pochodzi sprzed 1440 roku. Rozbudowa ok. 1680 roku ograniczała się do barokizacji. Pod koniec XVIII w. dobudowano trójnawowy, dwuprzęsłowy korpus, nakryty sklepieniami kolebkowymi z lunetami. Podczas XX-wiecznej rozbudowy od zachodu dodano fasadę z dwiema wieżami, nakrytymi dachem hełmowym o cechach barokowych. Budynek otacza mur z czterema kaplicami . Wyposażenie wnętrza w stylu barokowym i rokokowym.

## Wyposażenie
- dwa marmurowe portale, jeden z 1680 roku, w drugim drzwi okute[2] ;

w ołtarzach:
- - krucyfiks z XVIII wieku[6];
  - obraz Matki Boskiej z Dzieciątkiem w typie hodegetri w sukienkach metalowych z XVII wieku[7];
  - obraz św. Izydora autorstwa Michała Stachowicza[8];
- chrzcielnica marmurowa z XVII wieku[6];
- epitafium ks. Wawrzyńca Kamerera (zm. 1687)[6];
- monstrancja z 1677 roku[6];
- dwa ornaty w haftach ornamentalnych głównie o motywach kwiatowych z XVII wieku[9];
- manierystyczny kielich z końca XVII wieku dekorowany ornamentyką chrząstkową z jajowatym nodusem i półplastycznymi figurkami[9].